# CIWS

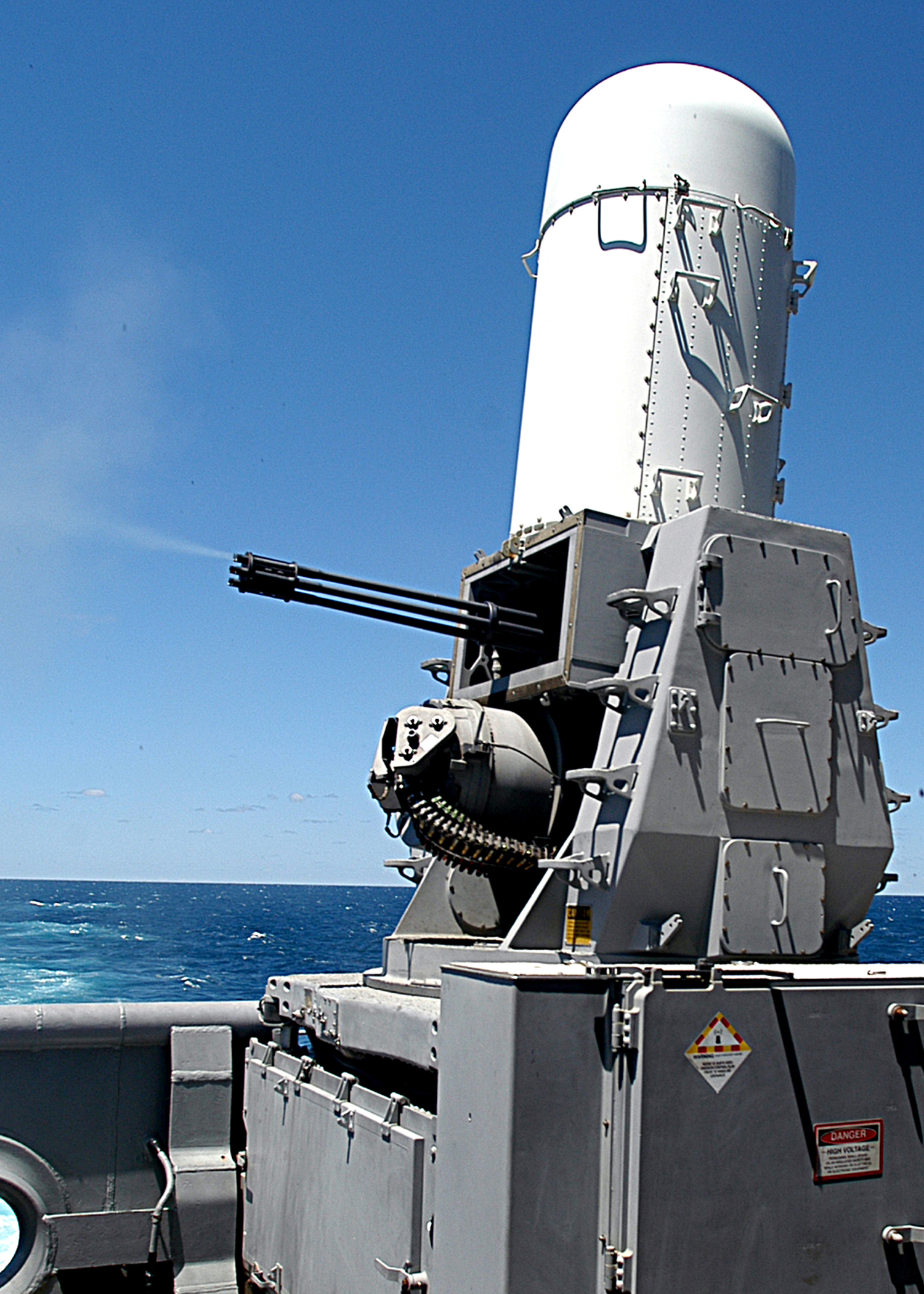
Phalanx, Amerikaans CIWS

CIWS is een afkorting van close-in weapon system, een wapensysteem voor nabijverdediging op (zeer) korte afstand. De afkorting wordt ook buiten het Engelse taalgebied vrij algemeen gebruikt. Meestal wordt met CIWS een voor marinevaartuigen bestemd wapensysteem bedoeld voor de luchtverdediging tegen zeedoelraketten en vijandelijke vliegtuigen die aan de andere verdedigingsmiddelen ontsnapt zijn.
De meeste moderne oorlogsschepen zijn met dergelijk systeem uitgerust. CIWS worden ook op land gebruikt tegen mortier- en raketaanvallen. Zo bestaan er onder meer actieve pantsersystemen die tanks hiertegen beschermen.

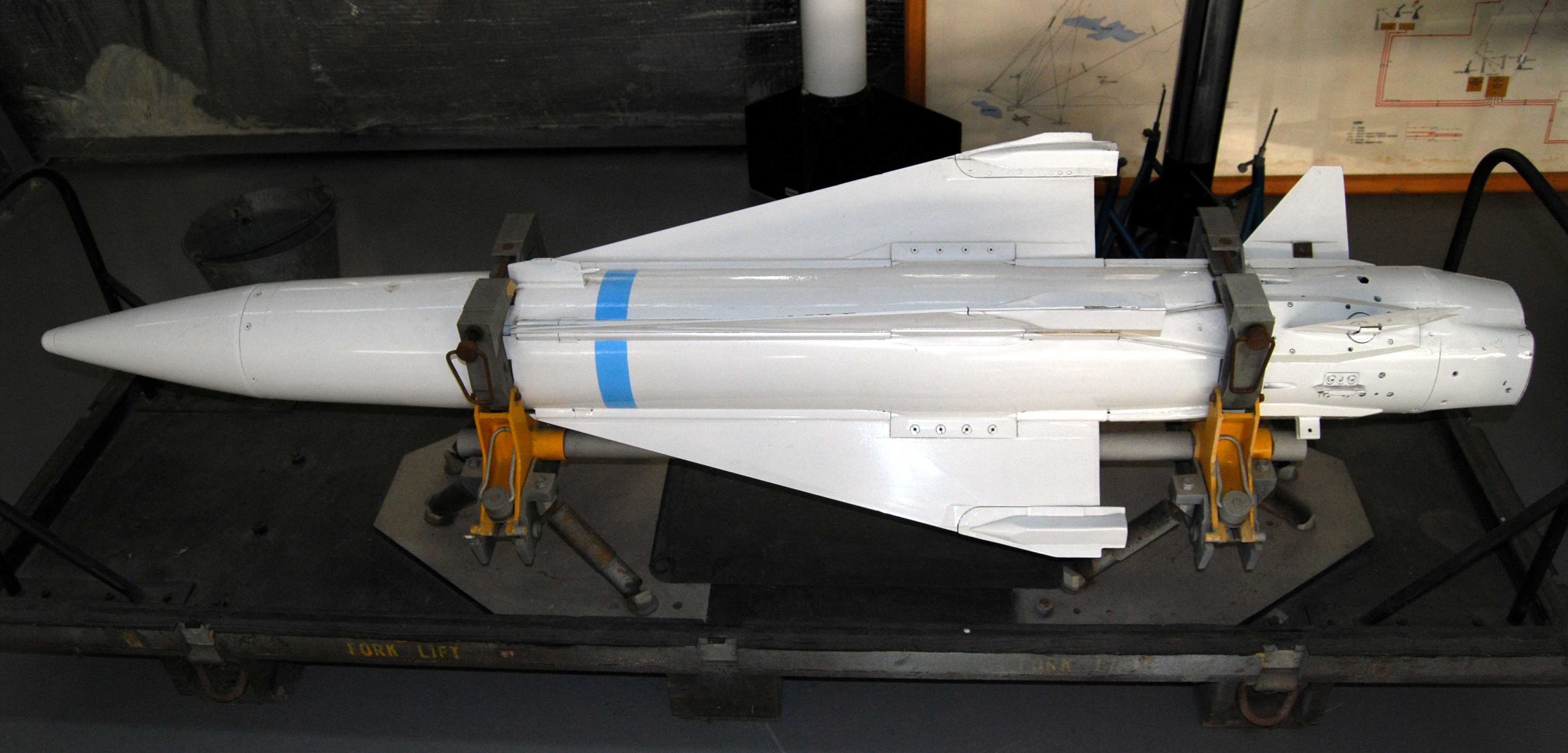
Een Sea Wolf-raket.

Een CIWS is doorgaans een combinatie van radars, een vuurleidingsysteem en een snelvuurkanon of korteafstandsraketten. Raketten worden geleid door traagheidsnavigatie, infrarood, radar of een combinatie hiervan. Een kanon en een raket heeft een aantal specifieke voor- en nadelen:
- Kanonsystemen hebben een kleiner bereik; zo'n 4500 meter voor een 30mm-kanon.
- Kanonnen vernietigen een inkomende raket mogelijk niet. Als een doel dichtbij geraakt wordt kunnen de brokstukken nog steeds schade aanrichten.
- Een kanon kan slechts op één doelwit tegelijk gericht worden.
- De vuurleiding van een kanon moet de koers van een doelwit voorspellen gezien de projectielen een bepaalde tijd onderweg zijn en niet gecorrigeerd kunnen worden. Moderne antischeepsraketten maken hiervan gebruik door willekeurige manoeuvres te maken.
- Als een raket haar doel mist gaat veel kostbare tijd verloren en moet opnieuw gevuurd worden.
- Een raket is veel duurder dan munitie voor een snelvuurkanon.
- Omdat raketten een groter bereik hebben kan eenzelfde systeem ook als algemene scheepsbewapening gebruikt worden.

## Voorbeelden

### Kanonsystemen
A-213 Vympel-A
 DARDO
 Denel 35mm Dual Purpose Gun
 Goalkeeper
 Meroka
 Myriad
 Oerlikon Millennium 35mm
 Phalanx
 Sea Zenith
 Type 730
 Flycatcher
 Bofors 40L70

### Raketsystemen
9K33 Osa
 9K331
 9M311
 Barak
 Crotale
 HongQi-7
 RIM-7 Sea Sparrow
 RIM-116 Rolling Airframe Missile
 RIM-162 Evolved Sea Sparrow Missile
 Sea-Sprint
 Sea Wolf

### Gecombineerd
Kashtan

## Vergelijking

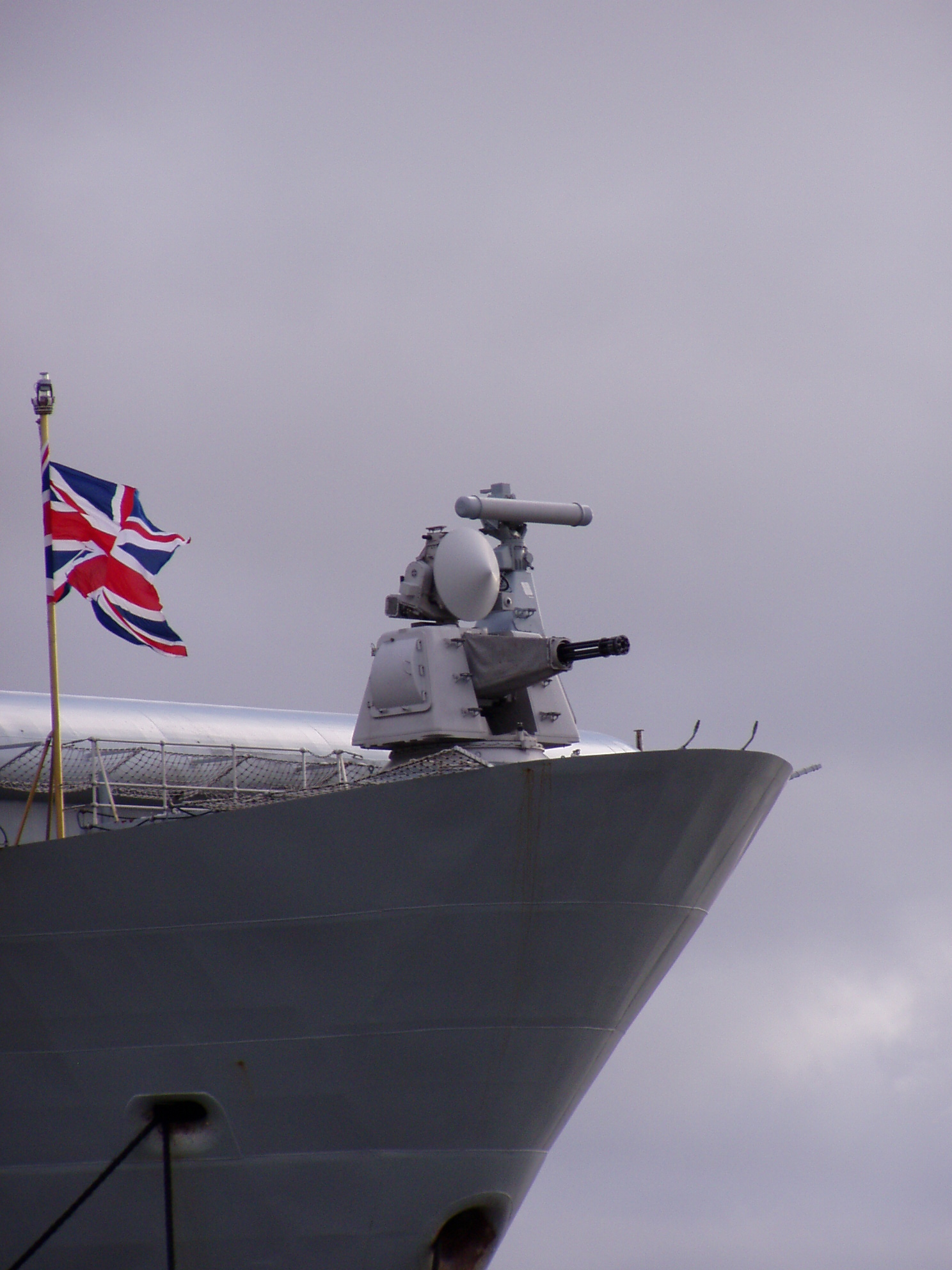
Een Nederlandse Goalkeeper CIWS op de boeg van een Engels marineschip.

Een vergelijking tussen enkele veelvoorkomende moderne nabijheidsverdedigingsystemen met een snelvuurkanon:
|                  | A-213 Vympel-A        | Phalanx                 | Goalkeeper                 |
| ---------------- | --------------------- | ----------------------- | -------------------------- |
| Gewicht          | 9114kg                | 6200kg                  | 9902kg                     |
| Wapen            | 30mm 6-loops Gsh-6-30 | 20mm 6-loops M61 Vulcan | 30mm 7-loops GAU-8 Avenger |
| Vuursnelheid     | 5000ppm               | 4500ppm                 | 4200ppm                    |
| Mondingssnelheid | 900m/s                | 1100m/s                 | 1109m/s                    |
| Bereik           | 4000m                 | 3600m                   | 2000m                      |
| Magazijn         | 2000 patronen         | 1550 patronen           | 1190 patronen              |
| Elevatiehoek     | min 12° — plus 88°    | min 25° — plus 85°      | min 25° — plus 85°         |
| Traverse         | 360°                  | min 150° — plus 150°    | 360°                       |